# За п'ять секунд до катастрофи
«За п'ять секу́нд до катастро́фи» (рос. «За пять секунд до катастрофы») — український радянський науково-фантастичний фільм 1977 року режисера Анатолія Іванова. Прем'єра фільму відбулася у червні 1978 року.

## Сюжет
Дія фільму розгортається навколо створення досконалого матеріалу, що здатний здешевити зведення будинків, мостів та автострад із вічним покриттям.

## Акторський склад
- Павло Панков — Кінг
- Валентина Тализіна — місс Грімбл
- Олександр Мовчан — Нокс
- Степан Олексенко — Димов
- Паул Буткевич — Роні Старк
- Еугенія Плешкіте — Марта
- Віталій Дорошенко — Хоу
- Микита Подгорний — Джеральд
- Лаймонас Норейка — Поль Рот
- Ольга Матешко — Сірілл
- Вацлав Дворжецький — шеф експерименту
- Леонід Яновський
- Віктор Демерташ — Слава
- Людмила Смородина — телефоністка
- Анатолій Барчук — епізод
- Олександр Пархоменко — епізод

## Знімальна група
- Режисер-постановник: Анатолій Іванов
- Сценарист: Петро Попогребський
- Оператори-постановники: Борис М'ясников, Олександр Пастухов
- Композитор: Яків Лапинський
- Художник-постановник: Юрій Муллер
- Звукооператор: Аріадна Федоренко
- Монтажер: Єлизавета Рибак